# 月港事件
月港事件是1937年发生在中華民國福建省诏安县的一起中共地方幹部被逮捕以及處決事件。
1937年7月16日下午2时，中共闽粤边特委代书记张敏在福建省诏安县建设乡月港村达三祠堂召开云和诏县委扩大会议時遭到中國国民党诏安保安团的一个连的突襲。云和诏县委委员罗贵炎被當場擊斃，另有數人受傷。张敏以及其余特委领导和县委、区委领导等11人被押解到诏安县县城。7月20日，张敏等人在诏安县城良峰山麓的虎咬巷被處決。